# Pseudobranchus
Pseudobranchus é um gênero de salamandras aquáticas da família Sirenidae.

## Espécies
- Pseudobranchus axanthus Netting e Goin, 1942
- Pseudobranchus striatus (LeConte, 1824)